# Marek Wasilewski
Marek Konrad Wasilewski (ur. 16 maja 1968 w Poznaniu) – polski artysta i krytyk sztuki, profesor.

## Życiorys
Syn Ryszarda i Grażyny Wasilewskich. Od 1984 był działaczem podziemnej organizacji młodzieżowej Szkolne Koła Oporu Społecznego. Redaktor, autor artykułów i rysunków, drukarz lub kolporter podziemnych czasopism młodzieżowych i studenckich m.in. „Głosu SKOS-ów”, „Konfederata”, „Echa Dwójki”, „Podaj dalej” i „Akapitu”. W związku ze swą działalnością był tymczasowo aresztowany (od 30 września do 13 listopada 1985, a w lipcu 1987 zatrzymany podczas wizyty Jana Pawła II w Gdańsku. Był działaczem Niezależnego Zrzeszenia Studentów, w 1988 i 1989 delegatem na III i IV zjazd NZS. W 1989 uczestniczył w kampanii wyborczej Komitetu Obywatelskiego „Solidarność”.
Ukończył w 1993 Państwową Wyższą Szkołę Sztuk Plastycznych w Poznaniu, a potem londyński Central Saint Martins College of Art & Design (1998). W 1997 zdobył stypendium British Council. W 1998 był wykładowcą brytyjskiego Darlington College of Art, a w 2000 na Florida Atlantic University. Był stypendystą Ministra Kultury i Dziedzictwa Narodowego, jak również Kościuszko Foundation z Nowego Jorku. Wykładał w ramach programu Erasmus na Konstfack w Sztokholmie oraz na European School of Visual Arts w Poitiers. Wystawiał w Zachęcie, CSW Zamek Ujazdowski, Galerii Kronika w Bytomiu, na Focus Łódź Biennale, a także na wystawach w Pekinie, Tel Awiwie, Nowym Jorku, Stambule i Berlinie. Pracował w Wydziale Komunikacji Multimedialnej Uniwersytetu Artystycznego w Poznaniu, od 2008 profesor zwyczajny. Od 2013 jest na tej uczelni kierownikiem interdyscyplinarnych studiów doktoranckich. Jest członkiem międzynarodowego stowarzyszenia krytyków artystycznych AICA.

## Publicystyka
Publikował w takich czasopismach jak „Piktogram”, „Res Publica Nowa”, „Art Monthly”, „Springerin” i „International Journal of Education”. Od 1994 do 2013 był redaktorem naczelnym „Zeszytów Artystycznych”, a od 2001 „Czasu Kultury”.
Napisał następujące książki:
- Sztuka nieobecna (1999),
- Seks, pieniądze i religia. Rozmowy o sztuce brytyjskiej (2001),
- Czy sztuka jest wściekłym psem? (2009)[1].

## Odznaczenia
- Krzyż Wolności i Solidarności (2014)[5]
- Srebrny Medal „Zasłużony Kulturze Gloria Artis” (7 października 2015)[6]